# David Kopřiva
David Kopřiva (Praga, Checoslovaquia, 18 de octubre de 1979) es un deportista checo que compitió en remo.
Participó en los Juegos Olímpicos de Atenas 2004, obteniendo una medalla de plata en la prueba de cuatro scull. Ganó una medalla de plata en el Campeonato Mundial de Remo de 2003, en la misma prueba.

## Palmarés internacional
| Juegos Olímpicos   | Juegos Olímpicos | Juegos Olímpicos | Juegos Olímpicos |
| Año                | Lugar            | Medalla          | Prueba           |
| ------------------ | ---------------- | ---------------- | ---------------- |
| 2004               | Atenas (Grecia)  | Medalla de plata | Cuatro scull     |
| Campeonato Mundial |                  |                  |                  |
| Año                | Lugar            | Medalla          | Prueba           |
| 2003               | Milán (Italia)   | Medalla de plata | Cuatro scull     |